# Cseszvára
Cseszvára (korábban Cseszora, románul Ceișoara) falu Romániában, a Partiumban, Bihar megyében.

## Nevének eredete
A román Ceișoara helynév bizonyára egy kicsinyítő képzős román Teișoara helynév módosulata. (A teișor
szó jelentése: kicsi hársfa; boglárcserje; mályva; bodorka; csipkés gyöngyvessző.) A román helységnévből a magyarban Cseszora alakult, s az 1898 és 1912 között lezajlott névmagyarosítási kampány során ebből Cseszvárát formáltak.

## Fekvése
A Király-erdő alatt, a Gyálu de szusz hegyoldalon, Belényestől északnyugatra fekvő település.

## Története

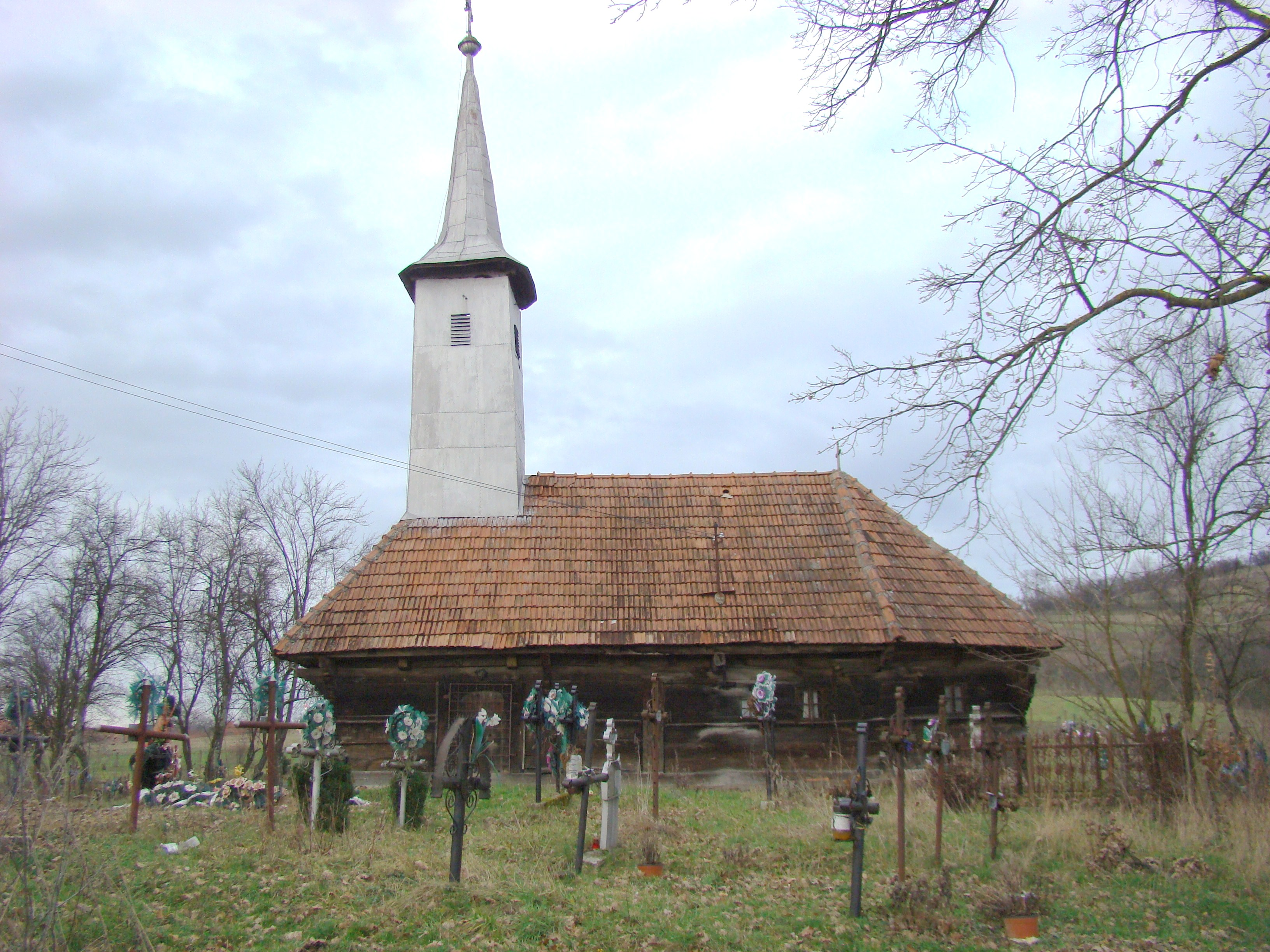
Templom

A falut 1508-ban Choksara néven említette először oklevél.
1808-ban Csiszora, Cseszera-Posga ~ Csiszora-Posga, 1888-ban Cseszora néven írták.
Cseszora.
A település egykor a Telegdi család uradalmához tartozott; 1503-ban István kincstárnok kapott rá új adománylevelet. Az 1800-as évek elején kincstári birtok volt, később a Suhajda és az Őrhalmy család, majd Herbszt Gyula és neje, Őrhalmy Berta  birtoka lett.
A trianoni békeszerződésig Bihar vármegye Magyarcsékei járásához tartozott.
2002-es népszámlálás szerint 696 lakosa közül 695 fő román, 1 fő cigány nemzetiségű.

## Nevezetességei
- Görög keleti temploma - a 17. század elején épült. Egyháza érdekes, régi kelyhet őriz.